# Lijst van presidenten van Tsjecho-Slowakije
Dit is een lijst van presidenten van Tsjecho-Slowakije.
| Naam                                                   | Foto                                                    | Periode                             | Partij      | Tijdsvak                                       |
| ------------------------------------------------------ | ------------------------------------------------------- | ----------------------------------- | ----------- | ---------------------------------------------- |
| Tomáš Masaryk                                          |                                                         | 14 november 1918 - 14 december 1935 | partijloos  | Eerste Tsjecho-Slowaakse Republiek (1918-1938) |
| Edvard Beneš                                           |                                                         | 18 december 1935 - 5 oktober 1938   | ČSNS        | Eerste Tsjecho-Slowaakse Republiek (1918-1938) |
| Emil Hácha                                             |                                                         | 30 november 1938 - 27 juni          | partijloos  | Tweede Tsjecho-Slowaakse Republiek (1938-1939) |
| Tsjecho-Slowaakse regering in ballingschap (1939-1945) |                                                         |                                     |             |                                                |
| Edvard Beneš                                           |                                                         | 4 april 1945 - 7 juni 1948          | partijloos  | Derde Tsjecho-Slowaakse Republiek (1945-1959)  |
| Klement Gottwald                                       |                                                         | 14 juni 1948 - 14 maart 1953        | KSČ         | Derde Tsjecho-Slowaakse Republiek (1945-1959)  |
| Antonín Zápotocký                                      |                                                         | 14 maart 1953 - 13 november 1957    | KSČ         | Derde Tsjecho-Slowaakse Republiek (1945-1959)  |
| Antonín Novotný                                        |                                                         | 13 november 1957 - 22 maart 1968    | KSČ         | Derde Tsjecho-Slowaakse Republiek (1945-1959)  |
| Antonín Novotný                                        | Tsjecho-Slowaakse Socialistische Republiek (1960-1990)  | 13 november 1957 - 22 maart 1968    | KSČ         |                                                |
| Ludvík Svoboda                                         |                                                         | 22 maart 1968 - 29 mei 1975         | KSČ         |                                                |
| Gustáv Husák                                           |                                                         | 29 mei 1975 - 10 december 1989      | KSČ         |                                                |
| Václav Havel                                           |                                                         | 29 december 1989 - 1 januari 1993   | Burgerforum |                                                |
| Václav Havel                                           | Tsjechische en Slowaakse Federale Republiek (1990-1992) | 29 december 1989 - 1 januari 1993   | Burgerforum |                                                |